# Valentina Ivanov
Valentina Sergeyevna Ivanov (sinh ngày 27 tháng 3 năm 2001) là một nữ vận động viên quần vợt người New Zealand, mặc dù cô đã sống ở Sydney từ năm 2 tuổi.
Mẹ của Ivanov, Oksana (tên khai sinh: Yarikova) đã từng là một thành viên của Đội tuyển Fed Cup Uzbekistan vào năm 1995 và 1997, được tham gia sau đó bởi em gái Irina. Đội trưởng đội tuyển Uzbekistan năm đó là người chồng tương lai của Oksana (và là cha của Valentina), Sergey Ivanov. Valentina được cả cha và mẹ huấn luyện cho đến khi cô 12 tuổi.
Tại ITF Junior Circuit, Ivanov có thứ hạng kết hợp cao nhất trong sự nghiệp là thứ 85, đạt được vào ngày 2 tháng 4 năm 2018.

## Sự nghiệp thi đấu

### Trẻ
Ivanov đã giành được hai danh hiệu đơn Grade-4 vào năm 2017 và năm danh hiệu đôi trẻ vào năm 2017 và 2018, bốn danh hiệu với vận động viên người Úc, Amber Marshall và một chức vô địch Lee Duk Hee Cup Chuncheon International Junior Tennis Championships Grade-2 2017, với Supapitch Kuearum.

### 2019
Ivanov ra mắt nhánh đấu chính của WTA Tour với tư cách là một ký tự đại diện, cùng với người đánh cặp Elys Ventura, tại ASB Classic ở Auckland. Họ thua ở vòng 1 trước á quân của giải, Paige Hourigan và Taylor Townsend, sau khi Ivanov đánh bại Hourigan ở vòng đầu tiên của vòng loại đơn, lặp lại kết quả của chung kết New Zealand Championships. Cô đã thua ở vòng loại thứ hai trước Bibiane Schoofs. Sau đó, cô đã vượt qua vòng loại để lọt vào vòng đầu tiên của bốc thăm nội dung đơn nữ tại Úc Mở rộng, nơi cô để thua hạt giống số 5, Mananchaya Sawangkaew. Cô cũng để thua tại vòng đầu tiên của nội dung đôi.
Danh hiệu chuyên nghiệp đầu tiên của Ivanov đến tại Port Pirie, Nam Úc, vào tháng 2, khi cô và Marshall đánh bại những hạt giống hàng đầu Jennifer Elie và Alicia Smith trong trận bán kết trước khi đánh bại Patricia Böntgen và Lisa Mays trong trận chung kết. Phong độ không tốt ở vòng loại cho các nhánh đấu chính nội dung đơn chỉ được xoa dịu một chút khi cô lọt vào bán kết đôi tại một giải đấu ở Heraklion. Tuy nhiên, Ivanov đã có trận ra mắt Fed Cup cho New Zealand vào tháng 6 theo cách tốt nhất có thể, đánh bại Meheq Khokhar của Pakistan, 6–0, 6–0. Cô ấy đã thắng hai trận đánh đơn và ba trận đánh đôi khi New Zealand về đích ở vị trí thứ 4 một cách đáng thất vọng tại giải đấu.
Mặc dù Ivanov cùng với Mylène Halemai lọt vào bán kết đôi nữ tại giải đấu đầu tiên của cô khi trở lại châu Âu, tại Alkmaar, cô chỉ vượt qua vòng 1 của nội dung đôi một lần nữa trong mùa giải, đồng thời chỉ lọt vào nhánh đấu chính đơn một lần nữa ở châu Âu. Phải đến sự kiện cuối cùng trong năm, ở Tucson, Arizona, trước khi cô ấy tiến xa hơn, lọt vào tứ kết nhưng phải rút lui vì chấn thương.

### 2020
Ivanov bắt đầu năm 2020 tại Auckland Open, nơi ký tự đại diện ban đầu của cô để đủ điều kiện đã được nâng cấp thành một trong lần rút thăm chính. Xếp hạng 1014 ở thời điểm trước giải đấu, cô không hề bị thất sủng khi phải đụng độ với tay vợt hạng 63 thế giới lúc bấy giờ, Jil Teichmann. Cô thua 4–6, 3–6 sau 2 set đấu, và bẻ được game giao bóng của tay vợt Thụy Sĩ trong set thứ hai.
Cô đã bất bại trong ba trận đấu đơn khi New Zealand tổ chức một trận chung kết tại giải Fed Cup 2020 Châu Á/Châu Đại Dương Nhóm II ở Wellington, trước khi quay trở lại UC Berkeley để tiếp tục học tập. Cô đã không thi đấu trở lại trước khi các trận đấu quốc tế bị tạm dừng vào đầu tháng 3 do COVID-19, và ngay sau đó đã trở lại Sydney. Các trận đấu duy nhất sau đó của cô là trong giải đấu UTR ở quê hương của cô, lọt vào một trận chung kết sau khi đánh bại Destanee Aiava trong một trận đấu vòng tròn tính điểm.

## Chung kết ITF

### Đôi: 3 (3 danh hiệu)
| Chú thích                 |
| ------------------------- |
| $100,000 tournaments      |
| $80,000 tournaments       |
| $60,000 tournaments       |
| $25,000 tournaments       |
| $15,000 tournaments (3–0) |

| Chung kết theo mặt sân |
| ---------------------- |
| Cứng (2–0)             |
| Đất nện (1–0)          |
| Cỏ                     |
| Thảm                   |

| Kết quả | T–B | Thời gian        | Giải đấu              | Cấp độ | Mặt sân | Người đánh cặp       | Đối thủ                               | Tỷ số                 |
| ------- | --- | ---------------- | --------------------- | ------ | ------- | -------------------- | ------------------------------------- | --------------------- |
| Vô địch | 1–0 | Tháng 2 năm 2019 | ITF Port Pirie, Úc    | 15,000 | Cứng    | Amber Marshall       | Patricia Böntgen Lisa Mays            | 7–5, 6–2              |
| Vô địch | 2–0 | Jul 2022         | ITF Monastir, Tunisia | 15,000 | Cứng    | Lisa Mays            | Cho I-hsuan Yao Xinxin                | 6–4, 6–7(2–7), [10–8] |
| Vô địch | 3–0 | Tháng 7 năm 2022 | ITF Vejle, Đan Mạch   | 15,000 | Đất nện | Hannah Viller Møller | Klaudija Bubelyte Patricija Paukstyte | 6–2, 7–6(7–4)         |

## Thành tích tại Fed Cup/Billie Jean King Cup

### Đơn
| Giải đấu | Vòng   | Thời gian        | Địa điểm                 | Đối đầu với | Mặt sân | Đối thủ            | Thắng/Thua | Tỷ số         |
| -------- | ------ | ---------------- | ------------------------ | ----------- | ------- | ------------------ | ---------- | ------------- |
| 2019     | Z2 R/R | Tháng 6 năm 2019 | Kuala Lumpur (Malaysia)  | Pakistan    | Cứng    | Meheq Khokhar      | Thắng      | 6–0, 6–0      |
| 2019     | Z2 P/O | Tháng 6 năm 2019 | Kuala Lumpur (Malaysia)  | Malaysia    | Cứng    | Sara Nayar         | Thua       | 5–7, 5–7      |
| 2020     | Z2 R/R | Tháng 2 năm 2020 | Wellington (New Zealand) | Mông Cổ     | Cứng    | Bolor Enkhbayar    | Thắng      | 6–0, 6–0      |
| 2020     | Z2 R/R | Tháng 2 năm 2020 | Wellington (New Zealand) | Singapore   | Cứng    | Sarah Pang         | Thắng      | 6–1, 6–1      |
| 2020     | Z2 P/O | Tháng 2 năm 2020 | Wellington (New Zealand) | Philippines | Cứng    | Shaira Hope Rivera | Thắng      | 7–5, 6–1      |
| 2022     | Z1 R/R | Tháng 4 năm 2022 | Antalya (Thổ Nhĩ Kỳ)     | Hàn Quốc    | Đất nện | Jang Su-jeong      | Thua       | 3–6, 2–6      |
| 2022     | Z1 R/R | Tháng 4 năm 2022 | Antalya (Thổ Nhĩ Kỳ)     | Nhật Bản    | Đất nện | Yuki Naito         | Thua       | 2–6, 1–6      |
| 2022     | Z1 R/R | Tháng 4 năm 2022 | Antalya (Thổ Nhĩ Kỳ)     | Ấn Độ       | Đất nện | Rutuja Bhosale     | Thua       | 1–6, 6–7(3–7) |

### Đôi
| Giải đấu | Vòng   | Thời gian        | Địa điểm                 | Đối đầu với | Mặt sân | Người đánh cặp | Đối thủ                      | Thắng/Thua | Tỷ số         |
| -------- | ------ | ---------------- | ------------------------ | ----------- | ------- | -------------- | ---------------------------- | ---------- | ------------- |
| 2019     | Z2 R/R | Tháng 6 năm 2019 | Kuala Lumpur (Malaysia)  | Pakistan    | Cứng    | Erin Routliffe | Meheq Khokhar Noor Malik     | Thắng      | 6–0, 6–1      |
| 2019     | Z2 R/R | Tháng 6 năm 2019 | Kuala Lumpur (Malaysia)  | Hồng Kông   | Cứng    | Erin Routliffe | Ng Kwan-yau Wu Ho-ching      | Thắng      | 6–2, 6–2      |
| 2019     | Z2 P/O | Tháng 6 năm 2019 | Kuala Lumpur (Malaysia)  | Malaysia    | Cứng    | Erin Routliffe | Sara Nayar Jawairiah Noordin | Thắng      | 6–3, 4–6, 6–3 |
| 2020     | Z2 R/R | Tháng 2 năm 2020 | Wellington (New Zealand) | Pakistan    | Cứng    | Erin Routliffe | Mahin Qureshi Ushna Suhail   | Thắng      | 6–1, 6–0      |
| 2022     | Z1 R/R | Tháng 4 năm 2022 | Antalya (Thổ Nhĩ Kỳ)     | Trung Quốc  | Đất nện | Erin Routliffe | Wang Yifan Yang Zhaoxuan     | Thua       | 3–6, 1–6      |